# Borso da Correggio
Borso da Correggio (XV secolo – dicembre 1503) è stato un politico e condottiero italiano.

## Biografia
Era figlio di Manfredo I da Correggio (?-1474), signore di Correggio e di Agnese Pio di Savoia (?-1474). Fu uomo d'armi al servizio di diversi signori. 

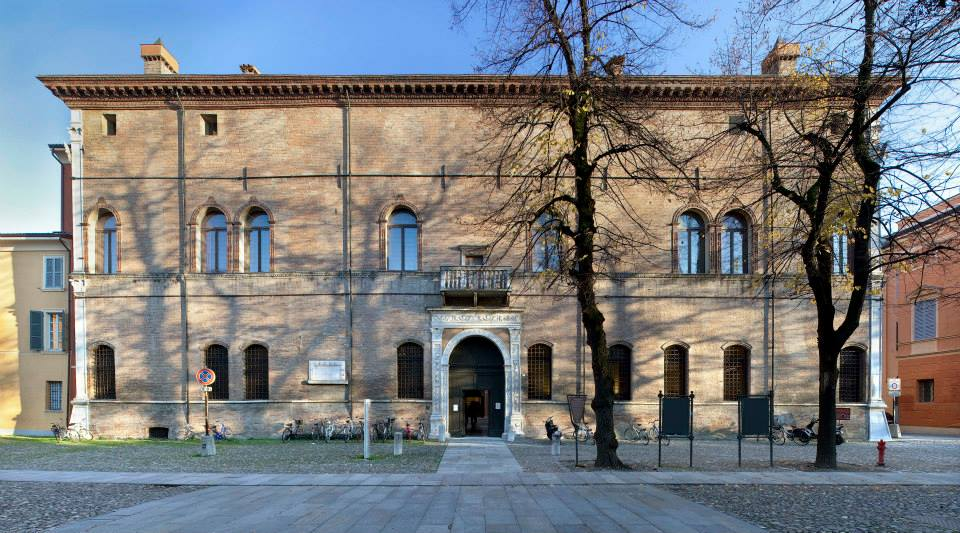
Correggio, Palazzo dei Principi.

Nel 1478 fece parte di un complotto tendente a fare impadronire di Parma Ludovico il Moro, mentre era reggente del ducato di Milano Bona di Savoia. Quando Ludovico Maria Sforza divenne duca di Milano, Borso fu al suo servizio.
Borso combatté per gli Este contro i veneziani nel 1482, rimanendo ferito ad Argenta.
Fu ambasciatore del Moro presso Mattia, re d'Ungheria.
Nel 1484 fu nominato consigliere ducale a Milano.
Partecipò alla edificazione del Palazzo dei Principi di Correggio.
Fece testamento il 15 dicembre 1503 e morì poco dopo.

## Discendenza
Borso sposò nel 1477 Francesca di Brandeburgo, nipote della marchesa di Mantova Barbara di Brandeburgo; ebbero sei figli:
- Agnese, sposò il conte Gianmatteo Bolognini Attendolo di Milano
- Manfredo (?-1546), uomo d'armi, conte di Correggio, sposò Lucrezia d'Este (?-1546), figlia di Ercole d'Este e di Angela Sforza
- Maddalena, monaca a Parma
- Caterina, monaca a Mantova
- Margherita, monaca a Mantova
- Gianfrancesco (?-1531), conte di Correggio

## Ascendenza
|                          |               |                       | Genitori              |  |  | Nonni |  |  | Bisnonni                |  |  | Trisnonni             |  |
|                          |               |                       |                       |  |  |       |  |  | Giberto IV da Correggio |  |  | Guido IV da Correggio |  |
|                          |               |                       |                       |  |  |       |  |  | Giberto IV da Correggio |  |  | Guido IV da Correggio |  |
|                          |               | Guidaccia della Palù  |                       |  |  |       |  |  | Giberto IV da Correggio |  |  |                       |  |
| Gherardo VI da Correggio |               |                       |                       |  |  |       |  |  | Giberto IV da Correggio |  |  |                       |  |
|                          |               | Orsolina Pio          | Galasso I Pio         |  |  |       |  |  |                         |  |  |                       |  |
|                          |               | Orsolina Pio          | Galasso I Pio         |  |  |       |  |  |                         |  |  |                       |  |
|                          |               | Orsolina Pio          | Beatrice da Correggio |  |  |       |  |  |                         |  |  |                       |  |
| Manfredo I da Correggio  |               | Orsolina Pio          |                       |  |  |       |  |  |                         |  |  |                       |  |
|                          |               | …                     | …                     |  |  |       |  |  |                         |  |  |                       |  |
|                          |               | …                     | …                     |  |  |       |  |  |                         |  |  |                       |  |
|                          |               | …                     | …                     |  |  |       |  |  |                         |  |  |                       |  |
| …                        |               | …                     |                       |  |  |       |  |  |                         |  |  |                       |  |
|                          |               | …                     | …                     |  |  |       |  |  |                         |  |  |                       |  |
|                          |               | …                     | …                     |  |  |       |  |  |                         |  |  |                       |  |
|                          |               | …                     | …                     |  |  |       |  |  |                         |  |  |                       |  |
| Borso da Correggio       |               | …                     |                       |  |  |       |  |  |                         |  |  |                       |  |
|                          | Giberto I Pio | Galasso I Pio         |                       |  |  |       |  |  |                         |  |  |                       |  |
|                          | Giberto I Pio | Galasso I Pio         |                       |  |  |       |  |  |                         |  |  |                       |  |
|                          | Giberto I Pio | Beatrice da Correggio |                       |  |  |       |  |  |                         |  |  |                       |  |
| Marco I Pio              | Giberto I Pio |                       |                       |  |  |       |  |  |                         |  |  |                       |  |
|                          |               | Bianca Casati         | …                     |  |  |       |  |  |                         |  |  |                       |  |
|                          |               | Bianca Casati         | …                     |  |  |       |  |  |                         |  |  |                       |  |
|                          |               | Bianca Casati         | …                     |  |  |       |  |  |                         |  |  |                       |  |
| Agnese Pio               |               | Bianca Casati         |                       |  |  |       |  |  |                         |  |  |                       |  |
|                          |               | …                     | …                     |  |  |       |  |  |                         |  |  |                       |  |
|                          |               | …                     | …                     |  |  |       |  |  |                         |  |  |                       |  |
|                          |               | …                     | …                     |  |  |       |  |  |                         |  |  |                       |  |
| Taddea de' Roberti       |               | …                     |                       |  |  |       |  |  |                         |  |  |                       |  |
|                          |               | …                     | …                     |  |  |       |  |  |                         |  |  |                       |  |
|                          |               | …                     | …                     |  |  |       |  |  |                         |  |  |                       |  |
|                          |               | …                     | …                     |  |  |       |  |  |                         |  |  |                       |  |
|                          |               | …                     |                       |  |  |       |  |  |                         |  |  |                       |  |